# Fisicalització de dades
La fisicalització de dades busca representar informació en objectes físics tridimensionals. És una àrea d'investigació estimulada pels avenços en fabricació digital entre altres factors. Com a objectius principals pretén ajudar les persones a explorar, comprendre i comunicar les dades difícils d'entendre a causa de l'ús de magnituds i escales desconegudes. També pot aportar un valor de xoc.

## Avantatges segons diversos factors
Les fisicalitzacions de dades poden aprofitar les habilitats humanes d'una manera més útil que la informació clàssica a causa de factors com els següents:
- Percepció activa. Les fisicalitzacions utilitzen millor les nostres habilitats de percepció activa. La percepció ha evolucionat com un procés actiu, és a dir, depèn en gran manera del control motor. Contràriament a les visualitzacions en pantalla, la fisicalització pot explorar-se visualment donant-li la volta a les representacions, acostant-les, desmuntant-les... i en el cas de ser a gran escala, es poden explorar, per exemple, caminant.

- Percepció de profunditat. Permet aprofitar les habilitats de percepció espacial. Atès que els objectes físics donen informació de forma i volum, les dades 3D es poden percebre amb menys esforç i més precisió en les fisicalitzacions que en les pantalles d'ordinador.

- Sentits no visuals. Encara que la vista és un sentit dominant, no és l'única manera d'explorar el món. El tacte pot proporcionar un conjunt complet d'informació addicional d'allò que es toca, com textura, rigidesa, temperatura i pes. L'audició també dona informació, i fins i tot l'olor o el gust poden indicar propietats.

Els científics de segle xix utilitzaven les fisicalitzacions com ajudes essencials per a l'ensenyament i la investigació de la química orgànica i la termodinàmica. Actualment, s'estan elaborant representacions físiques de dades per transmetre significat i emoció en les dades, i ajudar a les persones a pensar, explorar i compartir aquestes dades.
La creixent popularitat d'aquesta manera de representar dades en molts dominis socials, indica un gran potencial per fomentar la participació pública. Aquesta popularitat es deu al fet que les fisicalitzacions de dades desperten interès, el qual podria aprofitar-se perquè les persones passin més temps, explorin i entenguin dades importants i complexes.

## Exemples al llarg de la història
Les representacions físiques de les dades han existit durant milers d'anys.
Fitxes d'argila mesopotàmica (5500 a. C.)
Fa més de 7000 anys, els sumeris utilitzaven fitxes d'argila per a representar dades quantitatives molt abans d'inventar el llenguatge escrit.
Quipus Inca (2600 a. C.)
Els inques no van desenvolupar un sistema d'escriptura, sinó que van utilitzar els quipus (estri complex de cordes nuades per realitzar el registre i la comptabilitat) per a l'emmagatzematge i la recuperació de dades. Només uns quants especialistes podia fer servir els quipus i desxifrar-los. El seu significat segueix sense saber-se, però sembla que el color, la posició relativa dels nusos, els tipus de nusos i la longitud de la corda es van utilitzar per codificar variables categòriques i quantitatives.
A la fi de segle xvi, els peruans encara feien servir quipus fins que l'església catòlica romana va decretar que eren "obra del diable" i van destruir la majoria d'ells.
Opinions a través de còdols (500 a. C.)
Les primeres visualitzacions participatives, probablement, van ser sistemes de votació. La votació a Grècia es va introduir al segle V a. C. Es va convidar a ciutadans homes adults a expressar la seva opinió llançant una pedra en una urna: una pedra blanca significava sí i una pedra negra significava no. A mitjan el segle IV a. C., es va introduir un mètode més elaborat de votació secreta basat en les butlletes de bronze, la diferència de les quals només es podia sentir amb el tacte. Al segle xix, els maçons i les fraternitats van començar a utilitzar les urnes per decidir qui hauria de ser inclòs en el grup o qui hauria de ser expulsat. Les caixes tenien una petita obertura on cada membre introduïa secretament una bala blanca per al si, o una bala negra per al no. Després que tots votessin, s'obria la casella perquè tots els membres poguessin veure els resultats immediatament. De vegades, una sola bala negra era suficient per a rebutjar una proposta o un sol·licitant, donant l'expressió "blackballing".
Bola del temps de Yakama (1920)
Les dones de la tribu americana Yakama feien servir fils de cànem com diaris personals. Cada esdeveniment important en la seva vida el representaven utilitzant un nus, un compte o una petxina. Aquest dispositiu es diu Ititamat, bola de comptar els dies o bola del temps. Una dona jove la faria servir per registrar el seu matrimoni i altres experiències utilitzant un sistema de nusos i comptes que només ella podria desxifrar. A mesura que creixia, una dona podia tenir diverses boles del temps per compartir la seva història de vida o mantenir-la en privat. De vegades, dividien el cordill en trams de 25 anys per fer-lo més manejable. Quan les dones eren molt velles, podien fer servir els nusos i els comptes de les seves boles de temps per recordar el que va succeir en les seves vides i també quan va ocórrer. Quan morien, s'enterraven al costat d'elles.
Visualitzacions 3D del consum d'energia (1935)
Detroit Edison Company va realitzar una gran visualització física en 3D realitzada per mostrar el consum d'electricitat l'any 1935, amb un tall per dia i cada dia dividit en intervals de 30 minuts.
Submarins dels Estats Units d'Amèrica (1987)
Chris Burden va realitzar un tipus d'instal·lació que mostrava els 625 submarins de la flota nord-americana des de finals de la dècada de 1890 fins a finals de la dècada de 1980. Els models de cartró es van suspendre a diferents alçades per simular un banc de peixos.
Estadístiques amb arròs (2004)
Des de 2004, el grup britànic d'artistes Stan's Cafè està creant paisatges de dades a tot el món mitjançant grans d'arròs. Cadascun d'ells equival a una persona i s'utilitza per transmetre diverses estadístiques, com les poblacions de la ciutat o les morts de l'holocaust. La mida i el tema de l'espectacle canvien segons la ubicació. El més gran va pesar 104 tones d'arròs. L'arròs es pesa i s'aboca sobre les piles manualment i en petites quantitats, i forma part de l'espectacle.
Consum de sucre (2009)
A causa de la dificultat de comprendre les quantitats de les etiquetes nutricionals i amb la finalitat d'augmentar la consciència del consumidor sobre la quantitat de sucre que ingereix, diverses campanyes van utilitzar una visualització física utilitzant cubs de sucre i grans de sucre reals per representar el contingut de sucre en els aliments.
Hans Rosling i les visualitzacions físiques (2010)
El 2010, Hans Rosling va començar a explicar històries utilitzant representacions físiques a causa del seu poder comunicatiu i persuasiu i, d'aquesta manera, donar èmfasi als missatges durant les seves presentacions. És famós arreu del món pels seus discursos sobre el creixement de la població i les desigualtats d'ingressos. Va començar utilitzant caixes d'Ikea, després va canviar a objectes familiars, inclosos sucs de fruites, boles de neu i, fins i tot, paper higiènic.
Commemoració dels soldats caiguts en la Primera Guerra Mundial (2014)
Paul Cummins va crear, amb l'escenari del dissenyador Tom Piper, 888.246 roselles de ceràmica que van omplir, progressivament, el famós fossat de la Torre de Londres durant l'estiu de 2014. Cada rosella representava una mort militar britànica durant la guerra.
Les roselles que componien la instal·lació es van vendre per recaptar milions de lliures que es repartirien en parts iguals entre sis organitzacions benèfiques de servei.
Cigarretes a l'any (2017)
Giacomo Flaim, estudiant de Disseny de Comunicació en el Politècnic de Milano, va realitzar una visualització física de 4.234 burilles per transmetre el consum mig anual de cigarretes d'un fumador italià. Es van agregar etiquetes per indicar la reducció de l'esperança de vida depenent de la quantitat fumada, que anava de 10 minuts per una cigarreta a més d'un mes per a tot l'any.
Morts per violència masclista (2019)
L'Ajuntament de Tàrrega (Lleida) va col·locar 1.062 cadires buides en record a totes les dones i nens víctimes de violència masclista. Les cadires representaven totes les dones assassinades a Espanya a mans de la seva parella o exparella des de l'any 2003, quan van començar a recollir-se les dades oficials. A més, també van incloure 34 cadires que corresponien als fills i filles menors d'edat que també van ser assassinats des de l'any 2013 amb la finalitat de fer mal a la mare. Cada cadira portava una esquela amb el nom de la víctima i l'edat que tenia quan va ser assassinada. A més a més, en la cadires que s'identifiquen als nadons hi ha un ós de peluix.